# Boys and Girls Alone
Boys and Girls Alone est une émission de téléréalité diffusée en 2009 par Channel 4 qui consiste à livrer à eux-mêmes vingt enfants âgés de huit à onze ans, sans adulte.

## Concept
10 garçons et 10 filles âgés de huit à onze ans sont laissés seuls dans des chalets en Cornouailles, un pour les garçons, un pour les filles pendant deux semaines. Le premier épisode attire 2,4 millions de spectateurs soit une part d'audience de 10%.

## Controverse
Comparée au roman Sa Majesté des mouches, la série a fait l'objet d'une attention considérable de la part de la presse en raison d'allégations de « maltraitance et de cruauté envers les enfants »,,. Les quatre épisodes ont été diffusés malgré les demandes de retrait des médecins, des professionnels de la santé mentale et des services sociaux de Cornouailles. L'Office of Communications (OFCOM) reçoit 180 plaintes de spectateurs à la suite de la diffusion, aucune n'a été retenu mais l'OFCOM souligne que les informations fournies aux téléspectateurs lors de la diffusion du premier épisode, étaient insuffisantes pour rassurer sur le bien-être des enfants qui ont participé au programme.
Le gouvernement britannique a « ordonner une révision des lois sur l'emploi des enfants » à la suite de cette émission. Plus de dix ans après la diffusion, les parents des enfants déclarent qu'ils auraient préféré ne jamais leur permettre d'y participer.